# Qızılhacılı (Goranboy)
Qızılhacılı è un comune dell'Azerbaigian situato nel distretto di Goranboy. Conta una popolazione di 8 830 abitanti.